# Advergame
Advergame (fusão das palavras inglesas Advertise = propaganda e videogame = jogo eletrônico ou simplesmente game = jogo) é a estratégia de comunicação mercadológica (ferramenta do marketing) que usa jogos, em particular os eletrônicos, como ferramentas para divulgar e promover marcas, produtos, organizações e/ou pontos de vista.
O termo “advergames” foi inventado em Janeiro de 2000 por Anthony Giallourakis e posteriormente mencionado pela coluna “Jargon Watch” da revista Wired em 2001. Ele foi aplicado a vários jogos livres online encomendados por empresas maiores.
Podem ser considerados advergames desde jogos exclusivamente desenvolvidos com fins publicitários até jogos diversos que contenham mensagens publicitárias em sua interface, sem ter uma relação direta de sua estratégia de jogabilidade com seu conteúdo.
Os advergames teoricamente promovem tráfego repetido para websites e reforçam as marcas. Os usuários que optam por registrar -se para concorrerem a prêmios pode ajudar os vendedores a coletarem dados de clientes. Os jogadores também podem convidar seus amigos para participarem, que podem auxiliar a promoção por buzz marketing ou marketing viral.

## Histórico

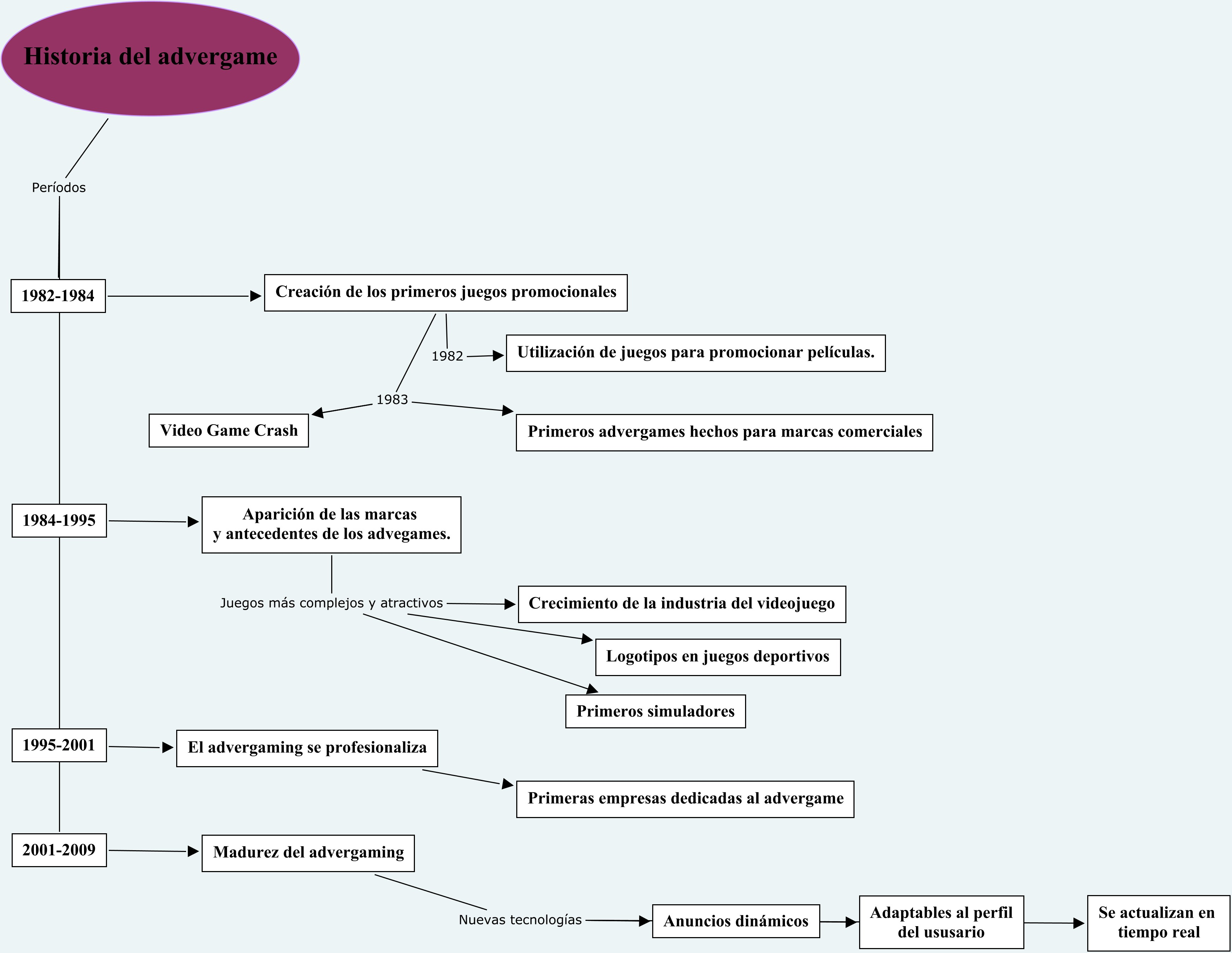
Diagrama da história do Advergame

Com o desenvolvimento da internet, os advergames proliferaram-se, tornando-se frequentemente o aspecto mais visitado dos sites de marca e tornando-se uma parte integrada do plano de mídia de marca em um ambiente de mídia cada vez mais crescente.
Em 1983 a Atari desenvolveu encomendada pela Coca-Cola um cartucho para ser distribuído entre seus funcionários intitulado "Pepsi Invaders" com grande sucesso, com um jogo que consistia em um clone do popular título originalmente produzido pela Taito "Space Invaders" com o logo da Pepsi no lugar de naves alienígenas, sendo considerado um dos primeiros advergames da história. 
Atualmente a internet mostra-se um importante meio para a hospedagem e uso desta ferramenta e as possibilidades e usos vão desde jogos de plataforma, ao patrocínio de sites jogos. Os celulares e palmtops são outras fronteiras que ainda estão sendo testadas pelas empresas que optam por esta estratégia de marketing como substrato para estes jogos de interesse persuasivo.

## Categorias
Enquanto outras categorias tem sido propostas, os advergames normalmente se encaixam em uma das três categorias que são derivadas de uma técnica de categorização histórica, geralmente aplicada à mídia tradicional:

### Advergame ATL (Above the Line)
Exemplos de advergames ATL inclui software promocional.
No emprego de advergame ATL, uma empresa geralmente fornece jogos interativos em seu site web esperando que consumidores potenciais sejam atraídos ao jogo e acabem passando mais tempo no site, ou simplesmente tornem-se mais conhecedores do produto. Os jogos em si normalmente apresentam o produto da empresa de forma proeminente. Estes jogos podem consistir de clássicos do arcade ou serem originais e geralmente são projetados com Adobe Flash ou ferramenta multimídia similar.